# داویت ساناساریان
داویت تارونی ساناساریان (Դավիթ Տարոնի Սանասարյան؛ زادهٔ ۲۳ ژوئیهٔ ۱۹۸۴) یک سیاستمدار اهل ارمنستان است که از تاریخ ۲۲ مه ۲۰۱۸ تا تاریخ ؟ در دولت اول نیکول پاشینیان سمت ریاست خدمات نظارت دولتی جمهوری ارمنستان را برعهده داشت.  وی پیشتر عضو حزب میراث بود.

## زندگی‌نامه
در ۲۳ ژوئیهٔ ۱۹۸۴ در ایروان به دنیا آمد و از فارغ‌التحصیل شد. 

## یادداشت
1. ↑  պետական վերահսկողական ծառայության պետ/State Inspection Service